# 1980年レークプラシッドオリンピックの日本選手団
1980年レークプラシッドオリンピックの日本選手団（1980ねんレークプラシッドオリンピックの日本せんしゅだん）は、1980年2月13日から2月24日までアメリカ合衆国ニューヨーク州のレークプラシッドで行われた1980年レークプラシッドオリンピックの日本選手団、およびその競技結果。選手所属は1980年当時のもの。

## 概要
- 人員：73人（選手50人、役員23人）
主将：久保田三知男（ノルディック複合）
旗手：若林修（アイスホッケー）
- 結団式：1月26日（岸記念体育会館）
- 解団式：2月28日（岸記念体育会館）

## メダル獲得者

### 銀メダル
- 八木弘和（スキージャンプ70m級）

## スキー
監督：川崎義治

コーチ：松井貞彦

コーチ：八木博

コーチ：古川年正

### アルペンスキー
- 海和俊宏（三井物産スポーツ用品販売）
  - 男子回転：途中棄権
  - 男子大回転：29位（2分48秒78）
- 児玉修（小賀坂スキー製作所）
  - 男子回転：途中棄権
  - 男子大回転：途中棄権
- 沢田敦（デサント）
  - 男子回転：15位（1分49秒94）
  - 男子大回転：36位（2分54秒05）
- 片桐幹雄（北野建設）
  - 男子滑降：21位（1分49秒77）

### クロスカントリー
- 佐藤志郎（カザマスキー）
  - 男子15km：43位（46分15秒29）
  - 男子30km：39位（1時間35分52秒77）
  - 男子50km：37位（2時間48分33秒02）

### スキージャンプ
- 会沢仁康（専修大学）
  - 70m級：42位（176.9）
  - 90m級：35位（195.3）
- 秋元正博（地崎工業）
  - 70m級：4位入賞（248.5）
  - 90m級：10位（234.7）
- 川端隆普実（北海道拓銀）
  - 70m級：29位（207.2）
  - 90m級：32位（201.4）
- 八木弘和（北海道拓銀）
  - 70m級：2位・銀メダル獲得（249.2）
  - 90m級：19位（220.2）

### ノルディック複合
- 花田敏博（ニヘイハウス）
  - 個人：27位（349.145）
- 久保田三知男（ニヘイハウス）
  - 個人：25位（364.415）

## スケート

### スピードスケート
監督：星野仁

コーチ：鈴木正樹
- 山本雅彦（王子製紙）
  - 男子10000m：17位（15分26秒92）
  - 男子1500m：19位（2分01秒25）
  - 男子5000m：21位（7分33秒02）
- 市村和昭（明治大学）
  - 男子1000m：25位（1分21秒05）
  - 男子500m：20位（39秒44）
- 清水康弘（三協精機）
  - 男子10000m：9位（14分57秒48）
  - 男子1500m：24位（2分04秒54）
  - 男子5000m：16位（7分21秒50）
- 川原正行（三協精機）
  - 男子1000m：23位（1分20秒88）
  - 男子1500m：20位（2分01秒28）
  - 男子5000m：25位（7分42秒18）
- 福田薫（大栄管理）
  - 男子1000m：19位（1分19秒66）
  - 男子500m：14位（39秒24）
- 加藤美善（愛知女子商業学園高校）
  - 女子1000m：17位（1分28秒97）
  - 女子1500m：24位（2分19秒80）
  - 女子3000m：21位（4分57秒39）
- 長屋真紀子（三協精機）
  - 女子1000m：22位（1分30秒27）
  - 女子500m：5位入賞（42秒70）
- 八重樫裕子（王子製紙）
  - 女子1000m：25位（1分30秒72）
  - 女子1500m：23位（2分19秒41）
  - 女子3000m：25位（5分00秒40）

### フィギュアスケート
監督：鈴木利夫

コーチ：竹内己喜男

マッサー：加藤修
- 五十嵐文男（慶應義塾大学）
  - 男子シングル：9位
- 松村充（専修大学）
  - 男子シングル：8位
- 渡部絵美（専修大学）
  - 女子シングル：6位入賞

## アイスホッケー
コーチ：若林仁

トレーナー：出貝謙次郎
- 東毅（王子製紙）・伊東徳雄（国土計画）・岩本武志（国土計画）・浦辺秀夫（王子製紙）・川村克俊（西武不動産）・桜井秀男（国土計画）・寺尾清隆（王子製紙）・中村等（西武不動産）・中山巌（西武不動産）・榛沢務（西武不動産）・藤井忠光（国土計画）・星野好男（国土計画）・堀寛（西武不動産）・本田佳明（王子製紙）・本間貞樹（王子製紙）・松田幹郎（国土計画）・三沢悟（西武不動産）・三沢実（西武不動産）・若狭浩嗣（王子製紙）・若林修（西武鉄道）・細井幹雄
  - 予選リーグ敗退

## バイアスロン
監督：渋谷幹
- 菊地二久（陸上自衛隊）
  - 男子20km：41位（1時間24分44秒30）
- 柴田敬士（陸上自衛隊）
  - 男子10km：37位（37分26秒91）
- 出口弘之（陸上自衛隊）
  - 男子10km：26位（36分14秒61）
  - 男子20km：39位（1時間21分53秒16）
- 木下正市（陸上自衛隊）
  - 男子10km：43位（38分50秒19）
  - 男子20km：28位（1時間16分21秒46）
- 菊地二久・木下正市・柴田敬士・出口弘之
  - 男子4×7.5kmリレー：13位（1時間45分53秒98）

## ボブスレー
監督：鈴木昭彦
- 門脇慶充（地崎工業）・船山雄次（日本製鋼所）
  - 2人乗り：19位（4分18秒66）

## リュージュ
監督：岩本照雄
- 栗山浩司（札幌大学）
  - 男子1人乗り：19位（3分03秒092）
- 高木孝（北海高校）
  - 男子1人乗り：23位（3分09秒564）
- 栗山浩司・高木孝
  - 男子2人乗り：13位（1分22秒534）

## 本部役員
団長：伴素彦

総務主事：廣堅太郎

競技：藤原哲夫

渉外・広報：牧野呂

庶務会計：小林晃

本部員：三浦宜久

本部員：深水正樹

ドクター：黒沢尚

マッサージャー：松崎淑雄